# I. Lipót belga király
Lipót szász–coburg–saalfeldi herceg (teljes nevén Leopold George Christian Frederick van Saxe-Coburg-Saalfeld, később  van Saxe–Coburg–Gotha) (Coburg, 1790. december 16. – Laeken, 1865. december 10.) volt az első belga király, miután Belgium 1830-ban kivívta függetlenségét. Uralkodása 1831. július 21-én kezdődött. Lipót, és az őt követő összes belga király a német Szász–Coburg–Gothai-ház leszármazottja. Utódai között volt II. Lipót belga király és Sarolta mexikói császárné.

## Származása, ifjúsága
Lipót volt Ferenc szász–coburg–saalfeldi herceg és Auguszta reuss–ebersdorfi grófnő legfiatalabb gyermeke. Később a család felvette a Szász-Coburg-Gotha nevet, amikor apja elcserélte a most Bajorországban található Ehrenburg kastélyt Coburg városára. Nővérének, Viktória szász–coburg–saalfeldi hercegnőnek későbbi brit házassága révén Lipót herceg az 1819-ben született Viktória brit királynő nagybátyja lett.
1795-ben, gyermekként Lipót ezredesi rangot kapott az orosz Izmajlovszki birodalmi ezredben. Hét évvel később, 12 éves korában megkapta a vezérőrnagyi rangot. Amikor 1806-ban Napóleon császár csapatai elfoglalták a Szász–Coburg–Gotha Hercegséget, Lipót Párizsba utazott. Napóleon felajánlotta neki a szárnysegédi pozíciót, de Lipót ezt elutasította. Ehelyett I. Sándor orosz cár szolgálatába állt. A cári lovassághoz osztották be, és részt vett a Napóleon elleni hadjáratokban. 1808-ban részt vett a Sándor cár és Napóleon közötti Erfurt városában megrendezett találkozón. Különösen kitűnt az 1813-as kulmi csatában, ahol saját dragonyos ezredét vezette. 1815-ben, a háború befejezésekor altábornagyi rangot viselt. A napóleoni háborúk során tanúsított bátorsága révén számos orosz kitüntetésben részesült, mint például a Szent András-rend, Alekszandr Nyevszkij-rend, a Szent Anna- és Szent György-rend, a Máltai lovagrend kitüntetései, valamint az 1812-es hadjáratok orosz emlékérme.
A háború után megnősült: 1816. május 2-án a londoni Carlton House-ban feleségül vette Sarolta Auguszta walesi hercegnőt (1796–1817), György brit királyi herceg (1820 után IV. György néven brit király) egyetlen törvényes gyermekét. Felesége az angol trón örököse volt. Lipótot, mint a trónörökös férjét, a brit hadsereg tábornagyává nevezték ki, és a Térdszalagrend lovagjai közé fogadták. 1817. április 5-én első gyermekük halva született, majd nem sokkal később maga Sarolta hercegnő is elhunyt. Ha a szülés után életben maradt volna, IV. György halála után minden bizonnyal örökölte volna a trónt és Lipót herceg a brit uralkodó férje lett volna. Sarolta walesi hercegnő halála ellenére György herceg 1818-ban engedélyezte, hogy Lipót megtarthassa a brit királyi család tagjainak járó királyi fenség (Royal Highness) megszólítást. Első felesége emlékére nevezte el Lipót második házasságából származó leányát, Sarolta belga királyi hercegnőt.
Sarolta brit hercegnő halála után Lipót továbbra is kapcsolatban maradt elhunyt feleségének brit rokonaival. Sikeresen „összehozta” nővérének, Viktória szász–coburg–saalfeldi hercegnőnek (1786–1861) házasságát Eduárd kent-starthearni herceggel (1767–1820), ebből a házasságból született Viktória brit királyi hercegnő (1819–1901), Lipót herceg unokahúga, aki 1837-től az Egyesült Királyság uralkodója lett. Lipót herceg (később királyként is) bizalmas tanácsadója maradt unokahúgának.
1829. július 2-án Lipót minden ceremónia és hivatalos aktus mellőzésével (csak szerződést kötöttek, de polgári vagy egyházi szertartásra nem került sor) feleségül vette Caroline Bauer színésznőt, akit a házasságkötés után Montgomery grófnőjévé emeltek. Caroline Lipót egyik tanácsadójának, Christian Friedrich von Stockmar bárónak volt az unokanővére. A házasság 1831-ben bomlott fel, amikor Lipótnak felajánlották a belga királyi trónt.

## A belgák királya

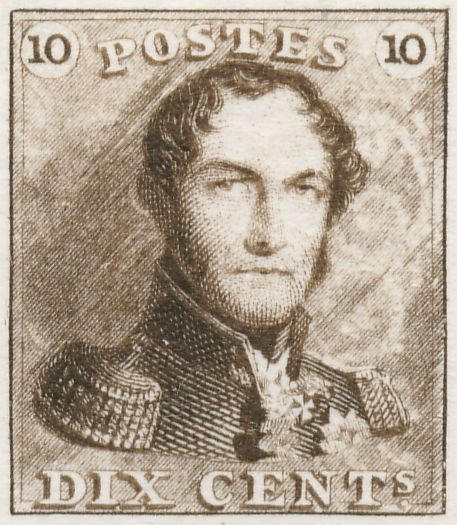
1849-es belga bélyeg a király képmásával. A 10 cent értékű bélyeg volt az első, amelyet a független Belgiumban kiadtak

1829-ben a görög szabadságharc győzelme után Lipótnak felajánlották a görög királyi címet, de lemondott erről a megtiszteltetésről.
A belga szabadságharc 1830. október 4-én győzedelmeskedett és Belgium kivívta függetlenségét Hollandiától. Ekkor a belga nemzeti kongresszus kimondta a holland Orániai-ház trónfosztását és megfelelő uralkodót keresett az újonnan alakított, alkotmányos és leginkább reprezentatív jellegű monarchia trónjára. Több lehetséges jelölt számbavétele után 1831-ben Lipótnak ajánlották fel a trónt.
A jelöltek között volt Auguste Charles de Beauharnais, Leuchtenberg hercege és Károly osztrák főherceg, Németalföld utolsó Habsburg főkormányzója valamint I. Lajos Fülöp francia király legidősebb fia is, Louis Charles d’Orléans francia királyi herceg, Namur hercege (1814-1896). Az első szavazás során a francia királyi herceg lett az első helyezett, a második pedig Auguste Charles de Beauharnais. A február 17-i második szavazáson királlyá választották Louis d’Orléans herceget, de Lajos Fülöp király a britek ellenkezése miatt visszavonta saját fiának jelölését, helyette jövendő vejét, Lipót szász–coburg–gothai herceget ajánlotta, aki 1832-től Louise-Marie Thérèse d’Orléans hercegnő (1812–1850) férje lett. 1831. február 24-én a Kongresszus küldöttei három új jelöltre, vallon és flamand főnemesekre szavazhattak, de a választás sikertelen volt.
Az utolsó, negyedik szavazáson, június 4-én a küldöttek Lipót herceget választották első királyukká. Lipótot viszont szoros szálak fűzték az angol trónhoz, első felesége révén IV. György rokona volt és számíthatott a Brit Birodalom segítségére az ország függetlenségének megvédésében (amit a holland kormány csak 1839. április 19-én fogadott el). Lipótnak jó nemzetközi diplomáciai kapcsolatai voltak, folyékonyan beszélt németül, franciául, angolul és oroszul, valamint jó kapcsolatokat ápolt a Rothschild bankárcsaláddal is, ami a független Belgium súlyos adósságai miatt volt lényeges.
Bár a leendő király nem beszélte az ország többségét kitevő flamandok nyelvét, de az egyetlen jelentős kifogás Lipót ellen csak az volt, hogy protestáns vallású volt. A túlnyomórészt katolikus belgáknak, akik éppen csak lerázták magukról egy másik protestáns király uralmát, ez nem nagyon tetszett és Lipótnak ígéretet kellett tennie, hogy gyermekeit katolikus vallásúnak neveli. Ezzel minden akadály elhárult és Lipót 1831. június 26-án elfogadta a felajánlást, felvette a „Belgák királya” címet. Azonban nem tetszett neki, hogy Belgium újonnan elfogadott alkotmánya megnyirbálta a királyi fennhatóságot és később „politikai kényszerzubbony”-ként utalt a trónra lépése érdekében kötött kompromisszumra.
Lipót Angliából hajóval Calais-ba, majd onnan kocsival De Panne érintésével Veurne városába utazott. Brüsszel felé érintette még Oostende, Brugge és Gent városokat is. Brüsszelben a laekeni királyi palotában tette le alkotmányos esküjét 1831. július 21-én.

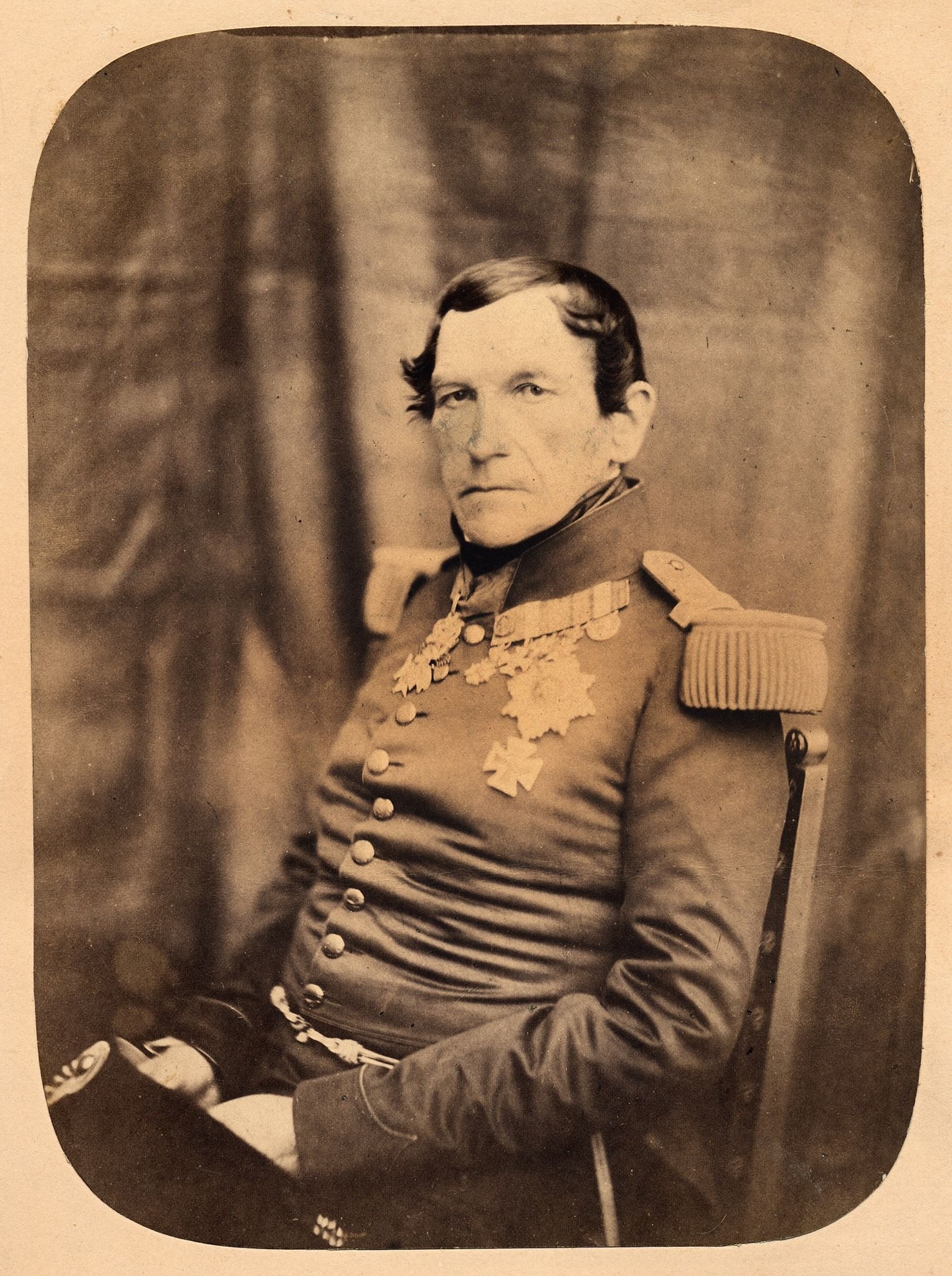
Lipót idős korában

## Uralkodása

### Háború Hollandia ellen
Királyi esküje után alig két héttel, 1831. augusztus 2-án Lipót éppen Liège városába látogatott, amikor holland csapatok törtek be Belgiumba. A király Joseph Lebeau liberális politikus közvetítésével folyamodott segítségért a francia és a brit kormányhoz, mivel az alkotmány értelmében csak a belga parlament felhatalmazásával kérhette volna fel a nagyhatalmakat a beavatkozásra (és a parlamentet akkor még nem választották meg). A király személyesen vett részt a Brüsszelbe vezető út védelmében, de a belga hadsereg súlyos vereségeket szenvedett. A támadást francia és brit segítséggel megállították, de több, mint nyolc éven át voltak kisebb-nagyobb összecsapások a belga és holland hadsereg között, míg végül 1839. április 19-én a holland kormány, nagy nemzetközi nyomásnak engedve, aláírta a londoni szerződést, amelyben elismerte Belgium függetlenségét. I. Vilmos holland király csak úgy fogadta el a szerződést, hogy Belgium lemondott Limburg tartománynak a hollandok ellenőrzése alatt maradt részéről, illetve, hogy a nagyhatalmak garantálták Belgium függetlenségét és semlegességét.

### Második házassága
Részben a francia segítség miatt érzett hála, részben a Belgium függetlensége miatti garanciák fejében, Lipót 1832. augusztus 9-én Compiègne városában feleségül vette Marie-Louise Thérèse Charlotte Isabelle d’Orléans hercegnőt, Lajos Fülöp király legidősebb leányát. Mivel Lipót király protestáns vallású volt, Párizs érseke, Hyacinthe-Louis de Quélen megtiltotta, hogy katolikus székesegyházban eskethessék őket, ezért kellett a compiègne-i kastélyban megtartani a szertartást, előbb a polgári, majd mindkét egyház rendje szerint. Párizs érseke hasonló tilalmat rendelt el néhány évvel később, 1837-ben,  Lujza Mária királyné legidősebb bátyjának, Ferdinánd Fülöp francia trónörökösnek esküvőjén, aki evangélikus német hercegnőt vett feleségül, majd ugyanabban az évben a királyné húgának,  Mária Krisztina hercegnőnek és az evangélikus vallású Sándor württembergi hercegnek (I. Lipót belga király unokaöccsének) esküvőjén is. Mindhárom eseményt a francia király különböző kastélyaiban kellett megtartani.

### Külpolitikája
1840-ben Lipót segített összehozni Viktória brit királynő és Albert szász–coburg–gothai herceg házasságát, akik 1836-ban találkoztak először. Albert és Viktória unokatestvérek voltak, Albert apja szintén Lipót testvére, Franz Frederick Anton szász-koburg-saalfeldi herceg fia volt, és Lipót, mindkettejük nagybátyja, volt a fiatal Viktória egyik legfőbb tanácsadója.
Lipót eredményesen használta fel családi kapcsolatait Belgium önállóságának és függetlenségének védelmében. Elsősorban a két nagy szomszéd, Poroszország és Franciaország vetett szemet az új államra, III. Napóleon egyenesen Belgium annektálását tervezte.

### Belpolitikája
Lipótnak nagy szerepe volt, hogy angol mintára a belga vasút is fejlődésnek indult: személyes támogatásával épült meg a Brüsszelt Mechelennel összekötő első belga vasútvonal, amit 1835. május 5-én adtak át.
1842-ben Lipót eredménytelen kísérletet tett a gyermek és női munka betiltására, illetve megrendszabályozására. Uralkodása alatt a Compagnie Belge de Colonisation társaság kísérletet tett Guatemala meghódítására, ami szintén kudarcot vallott. Az 1848-ban kirobbant európai forradalmak során Lipót és a belga kormány megőrizte semlegességét.
Vallási téren Lipót személyesen járt közben, hogy az ország protestáns vallású lakosai (kb. 7000 fő) megőrizhessék személyes szabadságukat és szavazati jogukat.
Második házassága ellenére Lipót több mint húsz éven keresztül viszonyt folytatott Arcadia Claret-vel. A kapcsolatból két gyermek született, Georg (1849–1904) és Arthur von Eppinghoven (1852–1940). Törvénytelen fiainak a király az Eppinghoven bárója címet adományozta.
Lujza Mária királyné 1850. október 11-én halt meg, halálát gümőkór okozta.. 1865. december 10-én a laekeni palotában elhunyt Lipót is, akinek utolsó szava állítólag „Charlotte…” volt. A királyt a laekeni királyi palota kápolnájában temették el.

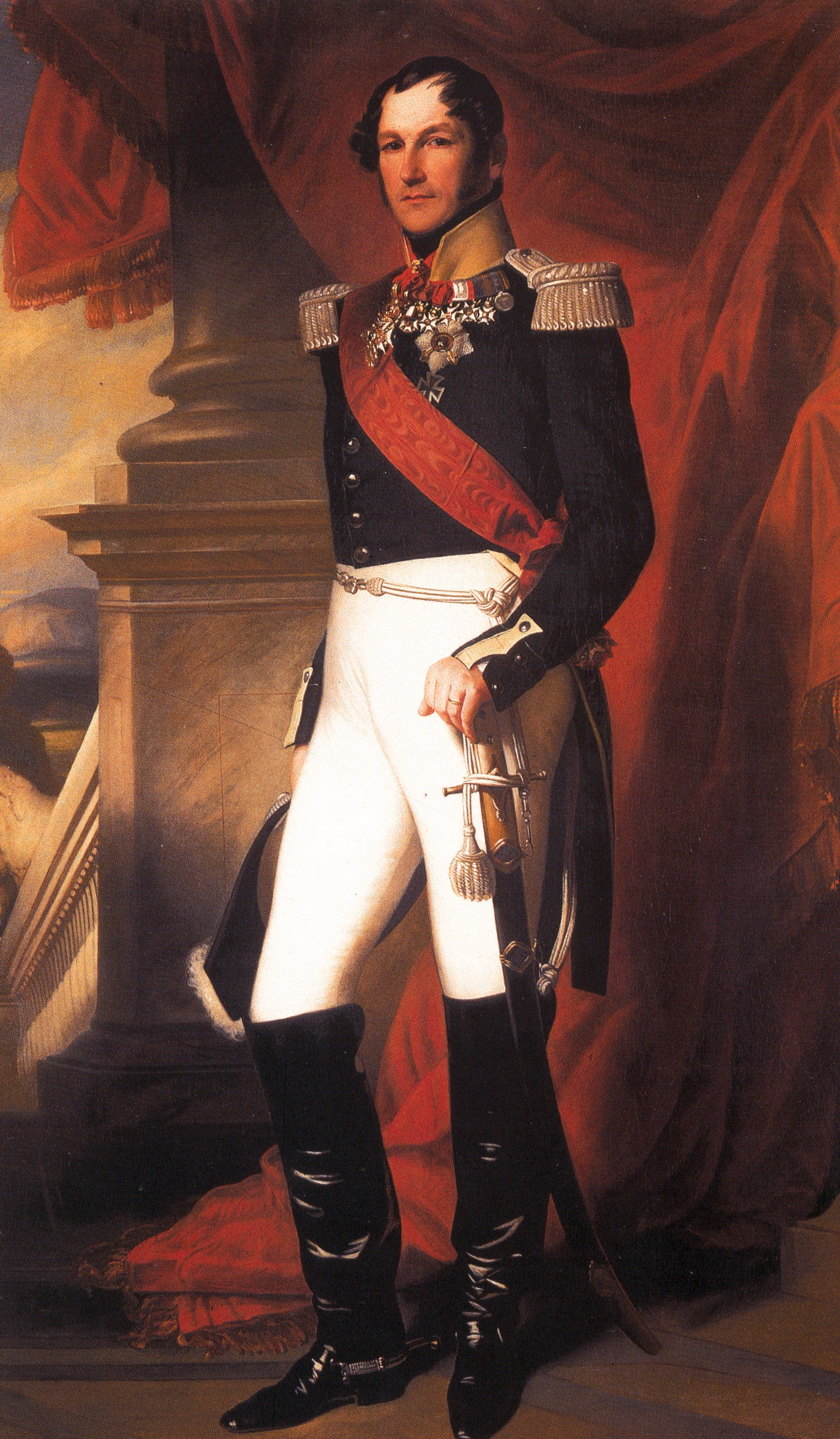
Lipót egész alakos képe (Franz Xaver Winterhalter festménye)
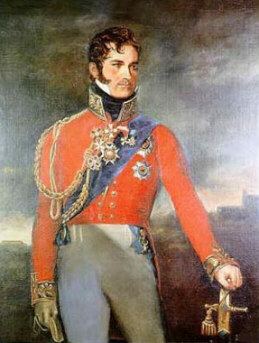
Lipót portréja, amelyek a brit hadsereg egyenruháját és angol kitüntetéseit viseli
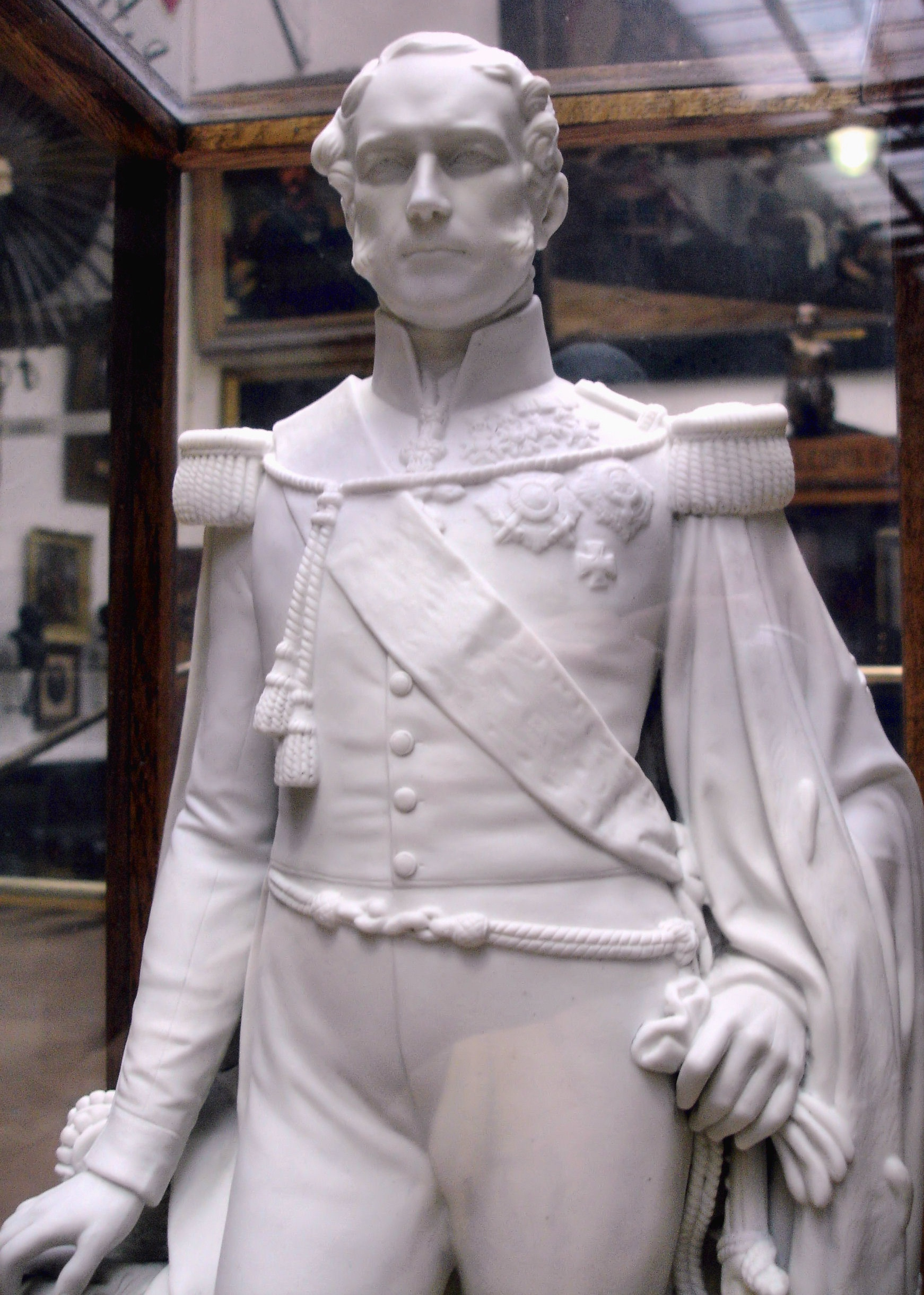
Lipót egész alakos porcelán szobra a brüsszeli Parc du Cinquantenaire-ben, a hadtörténeti múzeumban
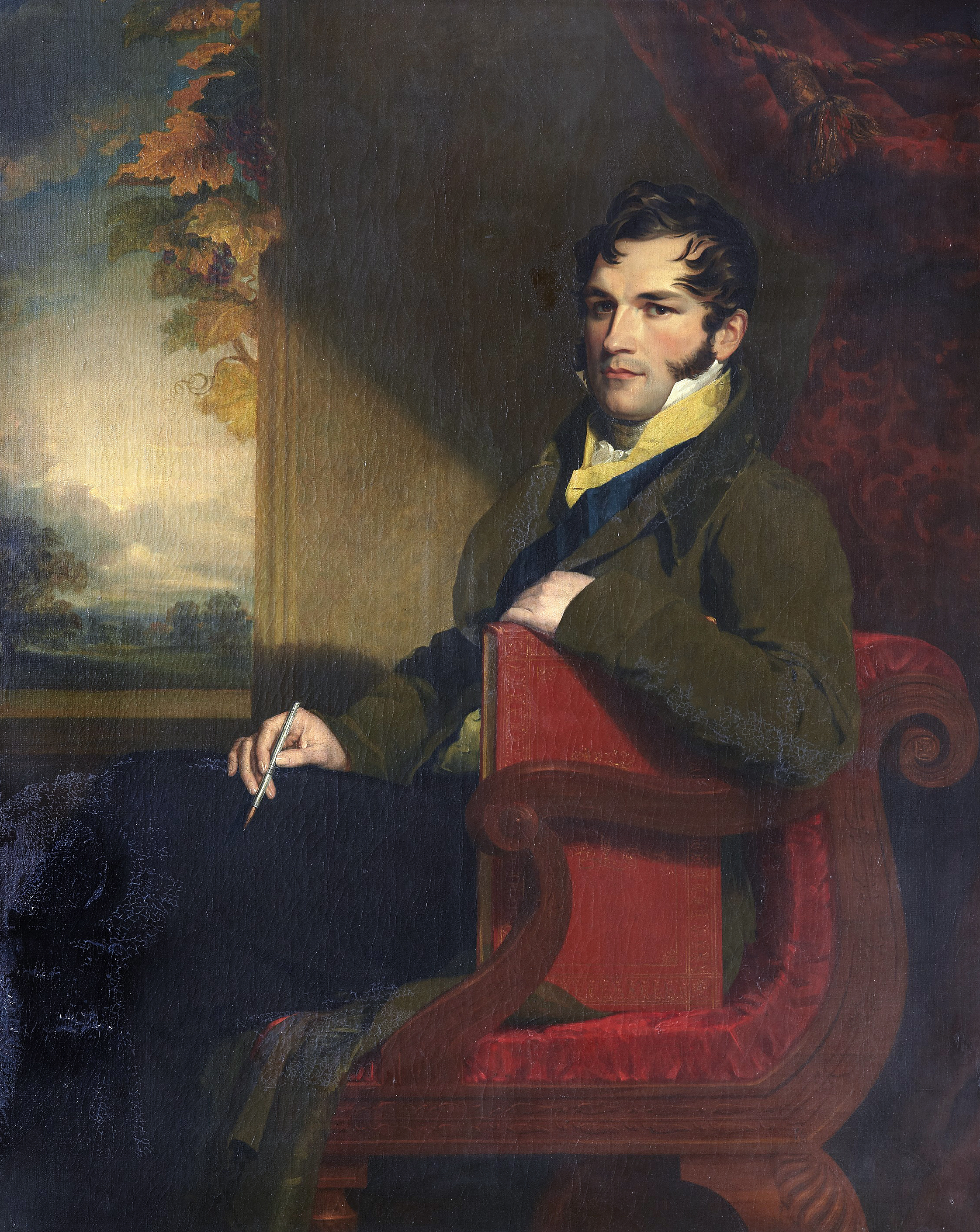
A király egyik fiatalkori portréja
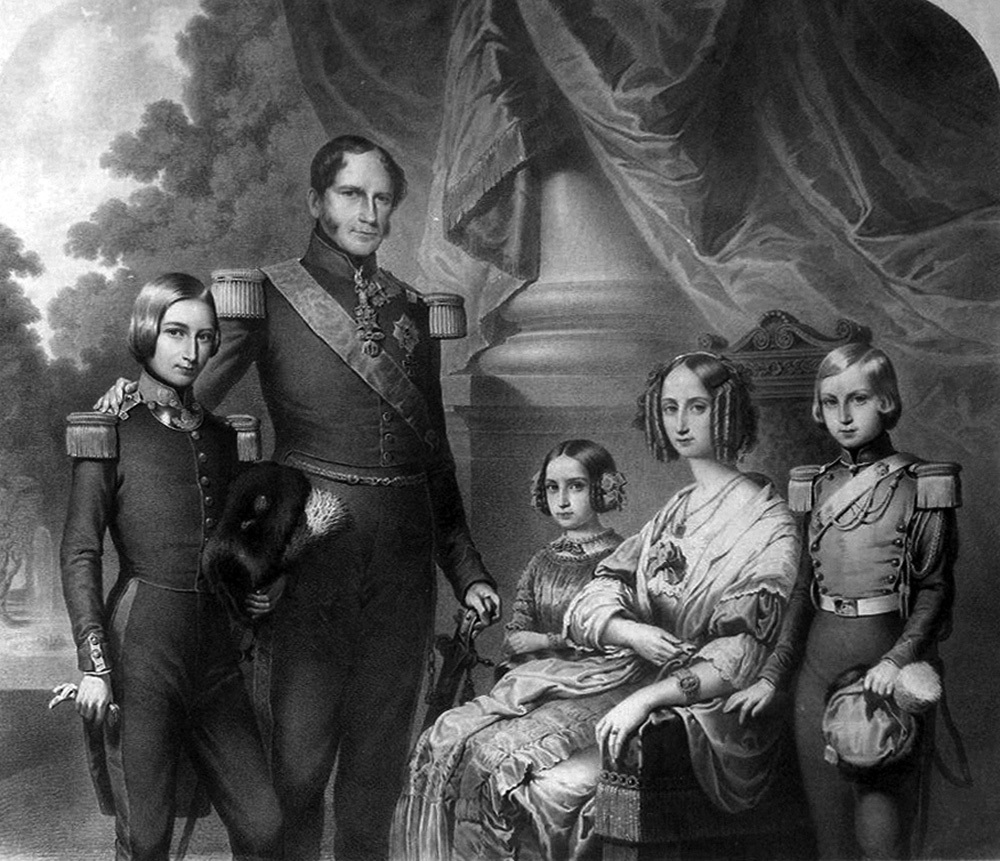
A királyi család: Lipót, Lujza Mária királyné, Lipót és Fülöp hercegek, Sarolta hercegnő
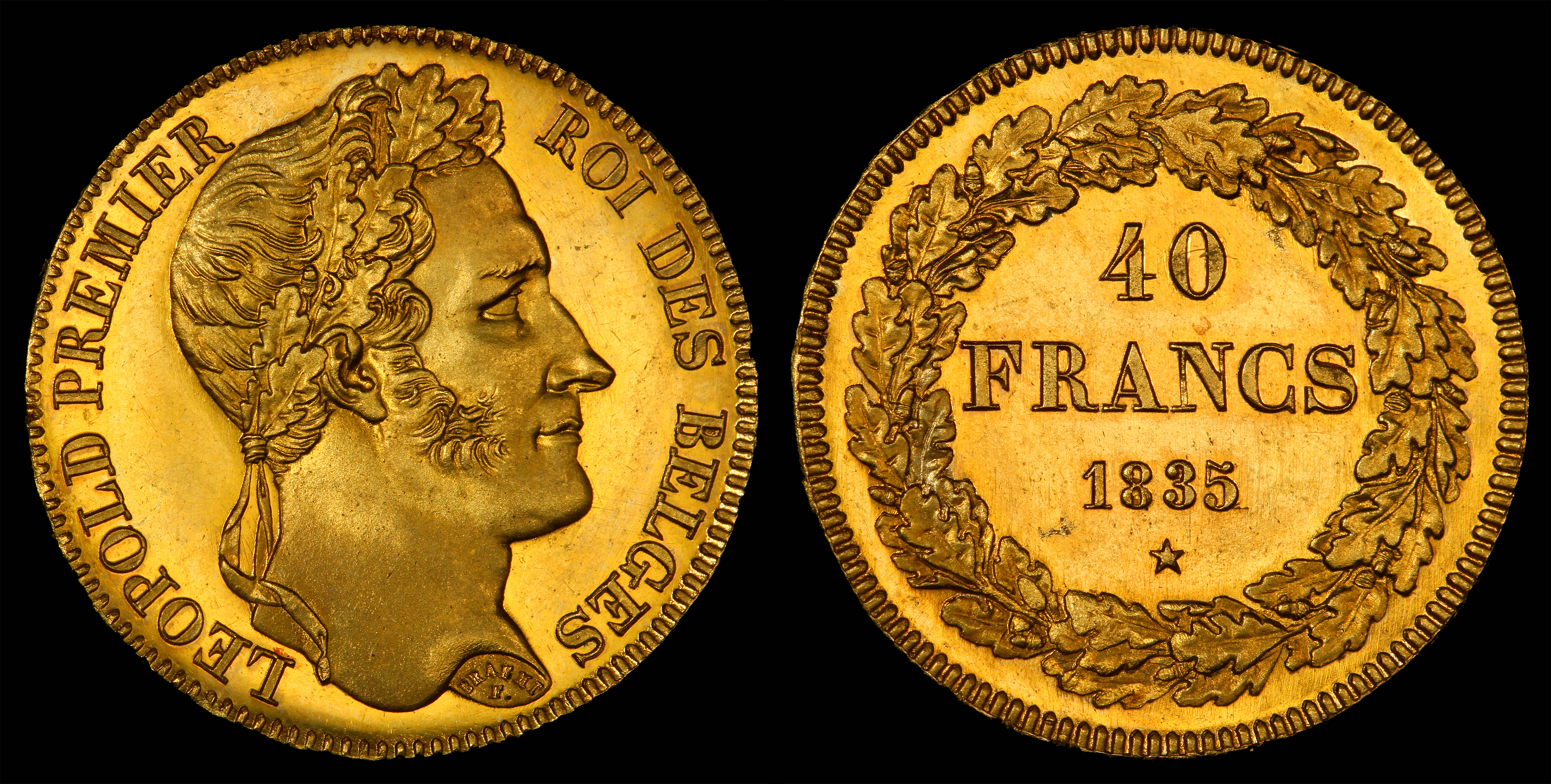
1835-ös belga 40 frankos aranyérme I. Lipót portréjával

## Családja és leszármazottai
Első felesége Sarolta Auguszta walesi hercegnő (1796–1817) volt. A házasságból nem született gyermek.
Második felesége Orléans-i Lujza Mária francia királyi hercegnő (1812–1850) volt, Lajos Fülöp francia király legidősebb leánya. E házasságból négy gyermek született:
- Lajos Fülöp (1833. július 24. – 1834. május 16.), kisgyermekként meghalt,
- Lipót (1835. április 9. – 1909. december 17.), a trónörökös, 1865-től II. Lipót néven belga király.
- Fülöp (1837. március 24. – 1905. november 17.), I. Albert belga király apja
- Sarolta (Charlotte) (1840. június 7. – 1927. január 19.), aki 1857. július 27-én feleségül ment  Miksa osztrák főherceg, későbbi mexikói császárhoz.

## Érdekességek
- 2005-ben Lipót jelöltként felkerült a legnagyobb belgák listájára, de a szavazás második fordulójába már nem jutott tovább és végeredményben a 70. helyet kapta meg.
- A tengerparti De Panne városában áll Lipót emlékműve, ahol a király először lépett Belgium területére.
- A belga monarchia 2005-ben, fennállásának 175. évfordulójára emlékérmét adott ki, Lipót képmásával.

## Fordítás
- Ez a szócikk részben vagy egészben  a   Léopold Ier de Belgique című francia Wikipédia-szócikk ezen változatának fordításán alapul.  Az eredeti cikk szerkesztőit annak laptörténete sorolja fel. Ez a jelzés csupán a megfogalmazás eredetét és a szerzői jogokat jelzi, nem szolgál a cikkben szereplő információk forrásmegjelöléseként.